# Верято
Верято (или Копылковское (Верятское) водохранилище) — водохранилище (озеро) в Пригородной волости Пустошкинского района Псковской области, к северо-востоку от города Пустошка.
Площадь — 8,81 км² (881 га, с островами — 9,13 км²). Максимальная глубина — 29,1 м, средняя глубина — 8,7 м, площадь водосбора 1287 км². Одно из глубоких озёр области.
На берегу озера расположена деревня Копылок.
Проточное, с востока впадает и с запада вытекает река Великая. Копылковское (Верятское) водохранилище на реке образовано из озёр Верято, Волоченец, Гоголенец, Белое, Харино, Подсош путём создания плотины у деревни Копылок. Собственно озеро имеет площадь 4,3 км², площадь водосбора 456 км²
Тип озера лещово-уклейный с ряпушкой. Массовые виды рыб: щука, окунь, плотва, лещ, ряпушка, елец, голавль, язь, гольян, линь, налим, ерш, красноперка, щиповка, верховка, вьюн, пескарь, уклея, густера, быстрянка, карась, голец, бычок-подкаменщик, девятииглая колюшка, радужная форель, ручьевая форель; а также широкопалый рак (единично).
Для озера характерны прибрежный лес, луга, болото, в литорали — песок, камни, галька, заиленный песок, ил, в центре — ил, заиленный песок, камни.